# José Santiago Valdés Álvarez
Alm. José Santiago Valdés Álvarez es un marino militar mexicano. 

## Carrera militar
Nació en la Ciudad de México, Distrito Federal, el 11 de noviembre de 1949. Ingresó a la Armada de México en la Heroica Escuela Naval Militar en 1965, graduándose como guardiamarina en 1970. En 1978 efectuó el curso de mando naval en el CESNAV de la Armada de México. En 1984 se diplomó en estado mayor naval y en 1990 efectuó el curso superior de guerra en la Escuela superior de guerra de la Secretaría de la Defensa Nacional (SEDENA). Dos años más tarde se diplomó en Estado Mayor conjunto en el centro superior de estudios de la Defensa Nacional, en Madrid, España. En 1994 participó en el programa de amigos
internacionales de la National Defense University, obteniendo la maestría
en administración de recursos estratégicos nacionales. Realizó un curso de seguridad radiológica, en el Instituto Nacional de Energía Nuclear. Fue agregado naval de México en los Estados Unidos. Fue profesor en la escuela náutica de Tampico, Tamaulipas, en el Centro de Estudios Superiores Navales y comandante del cuerpo de cadetes de la Heroica Escuela Naval Militar. Tiene el grado de Almirante del Cuerpo General desde el año 2008 y como tal ejerció el cargo de Jefe del Estado Mayor General de la Armada de México hasta diciembre del 2012.